# Woda

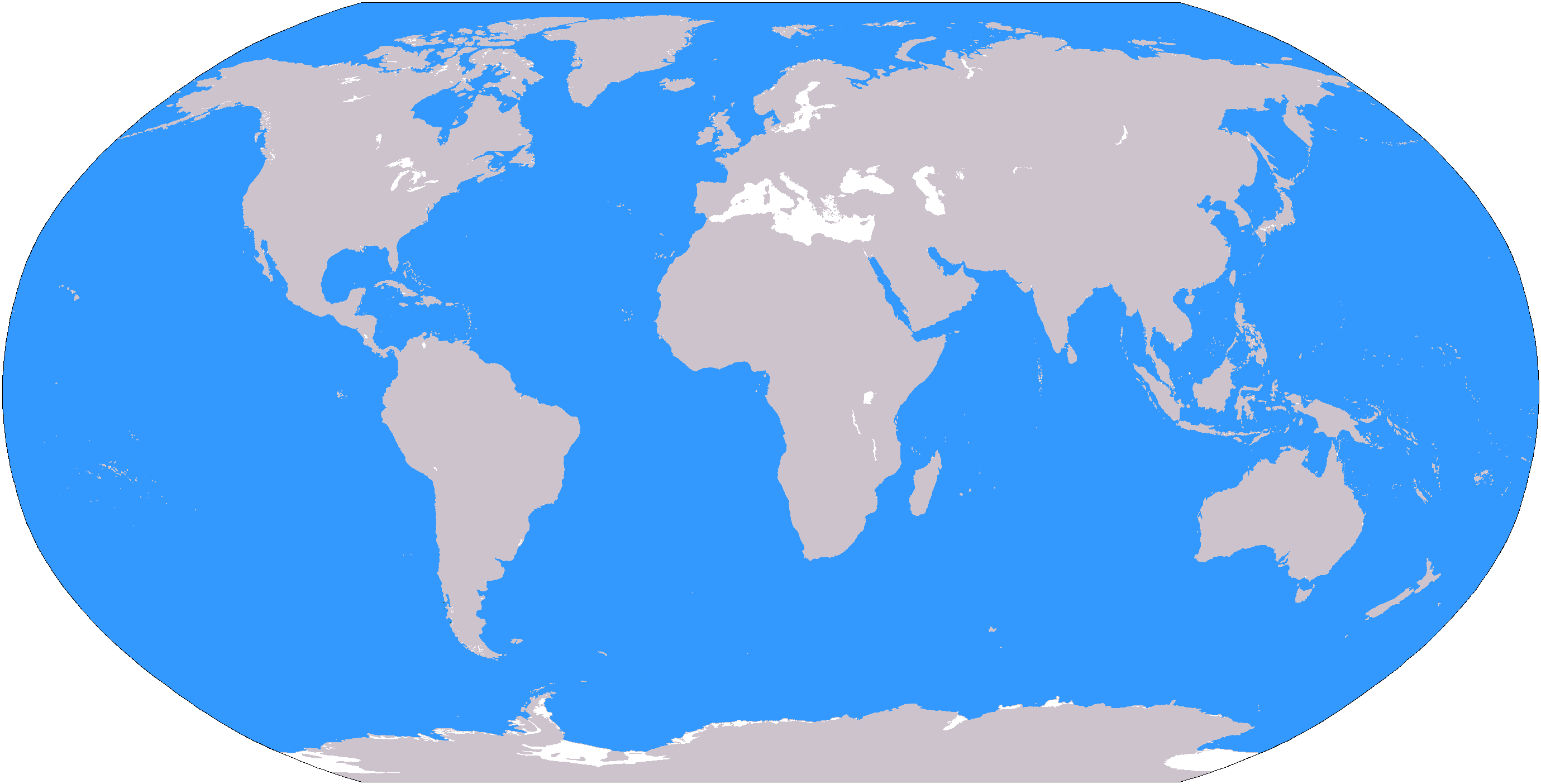
Woda na Ziemi. Kolor niebieski przedstawia oceany i morza otwarte, biały morza zamknięte i jeziora, a szary lądy.

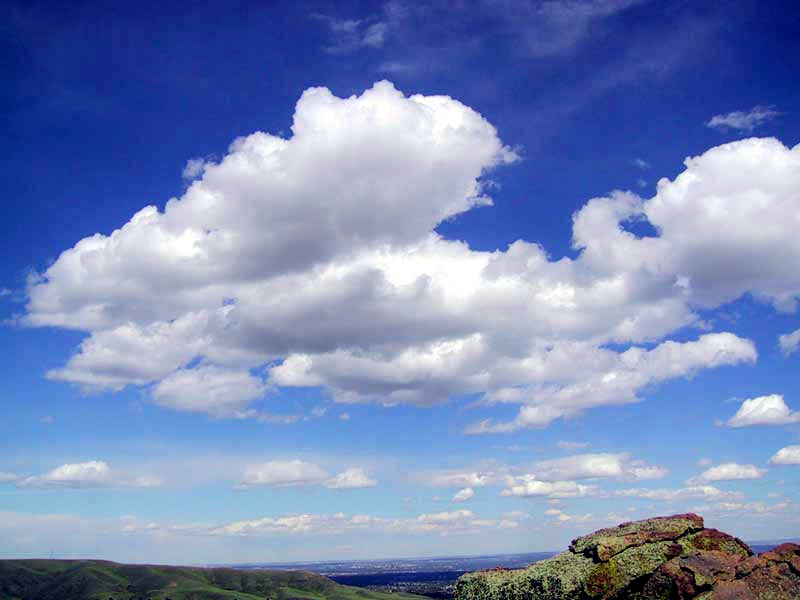
Chmury cumulus humilis – skondensowana para wodna

Woda (tlenek wodoru; nazwa systematyczna IUPAC: oksydan) – związek chemiczny o wzorze H2O, występujący w warunkach standardowych w stanie ciekłym. W stanie gazowym wodę określa się mianem pary wodnej, a w stałym stanie skupienia – lodem. Słowo „woda” jako nazwa związku chemicznego może odnosić się do każdego stanu skupienia.
Woda jest bardzo dobrym rozpuszczalnikiem dla substancji polarnych. Większość (około 97,38%) występującej na Ziemi wody jest „słona”, to znaczy zawiera dużo rozpuszczonych soli, głównie chlorku sodu. W naturalnej wodzie rozpuszczone są gazy atmosferyczne, z których w największym stężeniu znajduje się dwutlenek węgla.
Woda naturalna w wielu przypadkach przed zastosowaniem musi zostać uzdatniona. Proces uzdatniania wody dotyczy zarówno wody pitnej, jak i przemysłowej.

## Występowanie wody
Woda jest jedną z najpospolitszych substancji we Wszechświecie. Cząsteczka wody jest trzecią najbardziej rozpowszechnioną molekułą w ośrodku międzygwiazdowym, po cząsteczkowym wodorze i tlenku węgla. Jest również szeroko rozpowszechniona w Układzie Słonecznym: stanowi istotny element budowy Ceres i księżyców lodowych krążących wokół planet-olbrzymów, jako domieszka występuje w ich atmosferach, a przypuszcza się, że duże jej ilości znajdują się we wnętrzach tych planet. Jako lód występuje także na części planetoid, a zapewne również na obiektach transneptunowych.
Woda jest bardzo rozpowszechniona także na powierzchni Ziemi. Występuje głównie w oceanach, które pokrywają 70,8% powierzchni globu, ale także w rzekach, jeziorach i w postaci stałej w lodowcach. Część wody znajduje się w atmosferze (chmury, para wodna). Niektóre związki chemiczne zawierają cząsteczki wody w swojej budowie (hydraty – określa się ją wówczas mianem wody krystalizacyjnej). Zawartość wody włączonej w strukturę minerałów w płaszczu Ziemi może przekraczać łączną zawartość wody w oceanach i innych zbiornikach powierzchniowych nawet dziesięciokrotnie.
Woda występująca w przyrodzie jest roztworem soli i gazów. Najwięcej soli mineralnych zawiera woda morska i wody mineralne; najmniej woda z opadów atmosferycznych. Wodę o małej zawartości składników mineralnych nazywamy wodą miękką, natomiast zawierającą znaczne ilości soli wapnia i magnezu – wodą twardą. Oprócz tego wody naturalne zawierają rozpuszczone substancje pochodzenia organicznego, na przykład mocznik, kwasy humusowe.

### Pochodzenie wody na Ziemi
Zagadnienie pochodzenia wody na Ziemi, jak i tego, że na Ziemi jest znacznie więcej wody niż na innych skalistych planetach Układu Słonecznego, jest wciąż niejasne. Istnieje kilka hipotez co do tego, w jaki sposób woda mogła zebrać się na powierzchni Ziemi w ilości wystarczającej do wytworzenia oceanów. Główna hipoteza głosi, że woda w stanie wolnym lub w związkach chemicznych była obecna na Ziemi w trakcie formowania się Ziemi. Przy weryfikowaniu hipotez dotyczących pochodzenia wody uwzględnia się skład izotopowy wodoru z różnych źródeł. Badania składu izotopowego wodoru uwięzionego w najstarszych skałach znalezionych na Ziemi wykazują zgodność składu izotopowego z wodą oceaniczną. Ważniejszymi innymi hipotezami są:
- hipoteza solarna – wiatr słoneczny niesie za sobą jądra (atomy) wodoru, które wchodzą w reakcję z tlenem, tworząc cząsteczki wody
- uderzenia asteroid – Ziemia ukształtowała się wewnątrz linii śniegu, teorie zakładają, że lekkie pierwiastki i związki chemiczne, w tym i woda, powinny być wymiecione przez promieniowanie tworzącej się gwiazdy. Wodę na Ziemię miałyby przynieść duże obiekty z zewnętrznego Układu Słonecznego (spoza linii śniegu), uderzające w naszą planetę w początkach jej istnienia[12].
- hipoteza geochemiczna – zakłada powstawanie wody na skutek reakcji chemicznych w płaszczu Ziemi. Dwutlenek krzemu może tam reagować z wodorem, w efekcie czego powstaje ciekła woda i krzemowodór, SiH
4. Proces zachodzi przy ciśnieniu sięgającym 200 tysięcy atmosfer. Woda pozostaje uwięziona w skale i z czasem wydostaje się na powierzchnię, między innymi podczas erupcji wulkanów[13].

### Woda na innych ciałach niebieskich
Obecność wody (w postaci lodu) na Księżycu w głębi zacienionego krateru została wykazana podczas misji LCROSS 8 października 2009. NASA odkryła wodę na Marsie przez bezpośrednią obserwację 31 lipca 2008 roku, a analizy jego atmosfery wskazują, że Mars utracił w geologicznej historii ilość wody wystarczającą do utworzenia oceanu. Znaczące ilości wody stwierdzono m.in. w pierścieniach Saturna oraz na księżycach lodowych. Pięć z nich posiada oceany podpowierzchniowe, niektóre zamknięte między warstwami lodu o różnej strukturze, a niektóre w kontakcie ze skalistym wnętrzem, co daje szanse na aktywność hydrotermalną i potencjał do rozwinięcia się życia. W szczególności ocean na Enceladusie, księżycu Saturna, ma bezpośredni kontakt z powierzchnią poprzez aktywność gejzerów.

## Właściwości fizyczne wody

Diagram fazowy wody

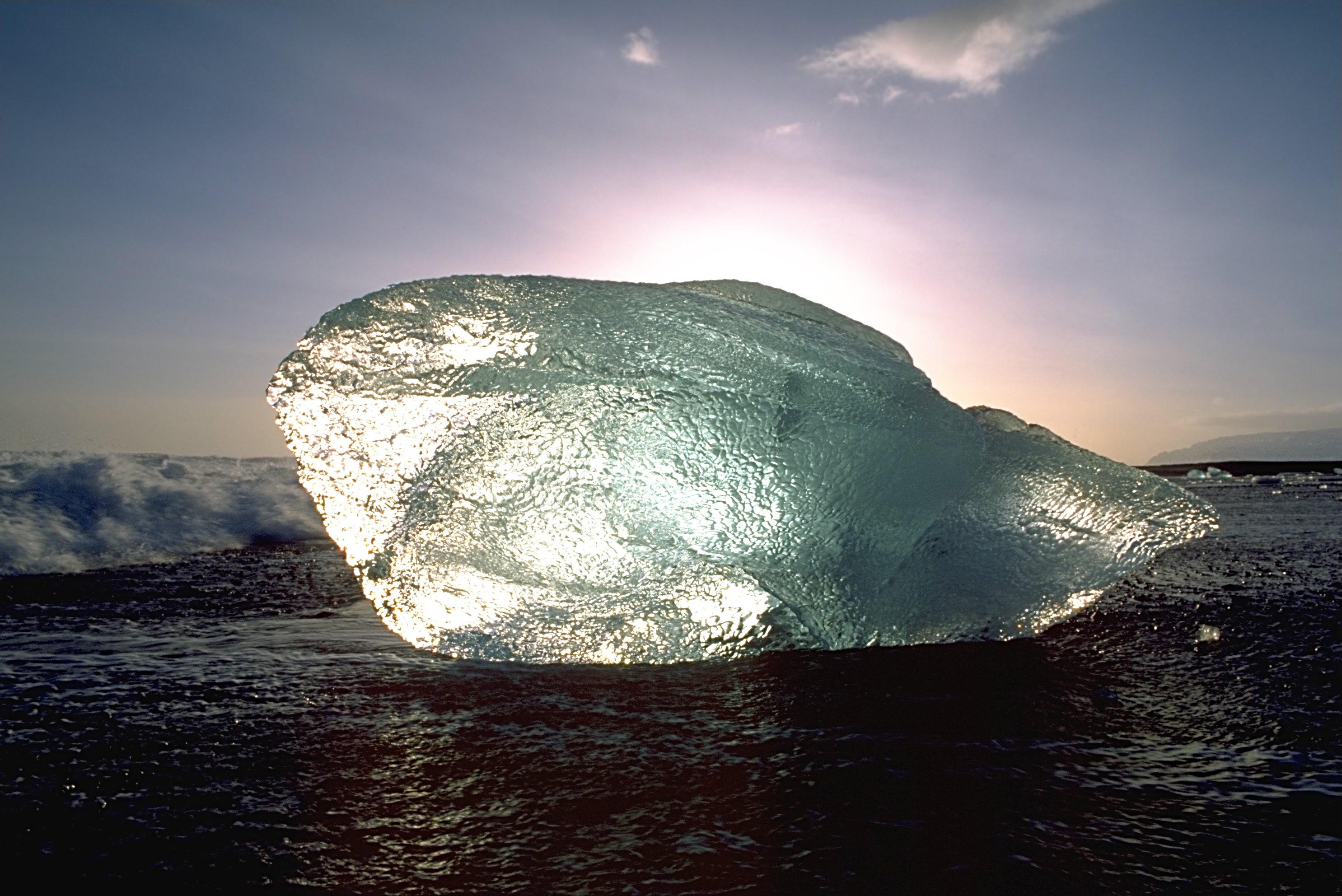
Czterotonowa bryła lodu na plaży w Islandii – woda w stanie stałym

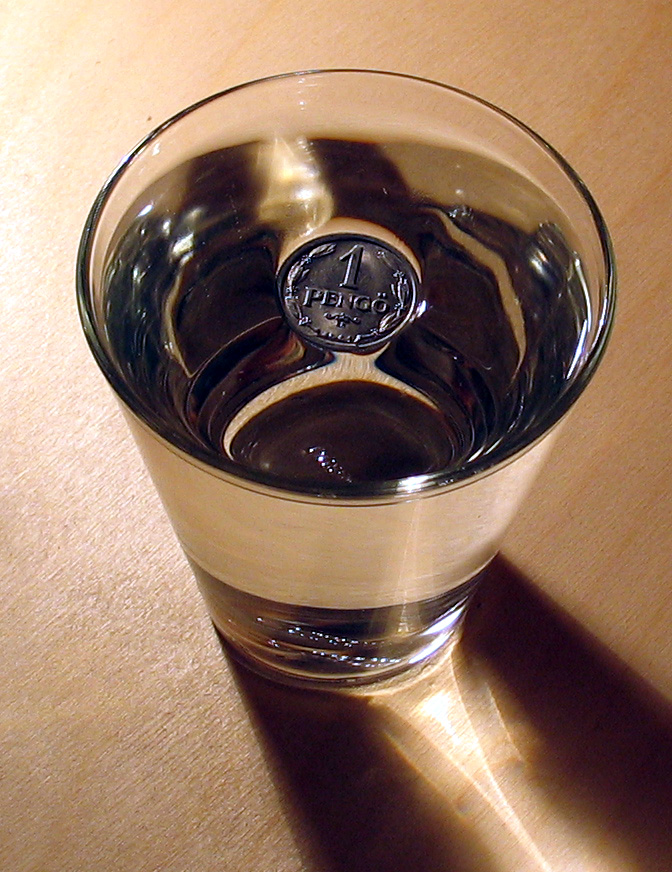
Moneta utrzymująca się na powierzchni wody dzięki napięciu powierzchniowemu

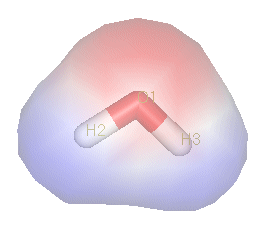
Rozkład ładunku dookoła cząsteczki wody: kolor czerwony – cząstkowy ładunek ujemny, kolor niebieski – cząstkowy ładunek dodatni

Łączenie się cząsteczek wody. Ciągłe – wiązania atomowe, przerywane – wiązania wodorowe.

- temperatura topnienia pod ciśnieniem 1 atm: 0 °C = 273,152519 K
- temperatura wrzenia pod ciśnieniem 1 atm: 99,97 °C = 373,12 K
- punkt potrójny: 0,01 °C = 273,16 K, 611,657 Pa
- gęstość w temperaturze 3,98 °C: 1 kg/l (gęstość maksymalna)[a]
- temperatura krytyczna: 647,096 K[16] (ok. 374 °C)
- ciśnienie krytyczne: 22,064 MPa[16]
- ciepło właściwe: 4187 J/(kg·K) = 1 kcal/(kg·K)
- ciepło parowania: 2257 kJ/kg
- ciepło topnienia: 333,7 kJ/kg
- masa cząsteczkowa: 18,01524 Da
- względna przenikalność elektryczna w stałym polu elektrycznym: 87,9 (0 °C), 78,4 (25 °C), 55,6 (100 °C)
- napięcie powierzchniowe: 72,4·10−3 N/m (18 °C)[17].
- barwa: lekko jasnoniebieska (w małych objętościach wydaje się bezbarwna)[18][19]
- zapach: bezwonna
- konduktywność (σ) lub rezystywność (ρ): dla dobrej jakości wody destylowanej lub demineralizowanej ρ > 18 MΩm
- odczyn: 7,0

Dla wody zawierającej inne substancje określa się szereg dodatkowych właściwości, np.:
- barwa wody
- mętność, czyli ilość zawiesin w wodzie (woda chemicznie czysta: klarowna)
- twardość (woda chemicznie czysta: 0)
  - twardość ogólna
  - twardość węglanowa (przemijająca)
  - twardość niewęglanowa (trwała)
- utlenialność (woda chemicznie czysta: 0)

### Aktywność promieniotwórcza wody
Aktywność wody pitnej nie powinna przekraczać 0,5 Bq/l w przypadku promieniowania alfa i 1 Bq/l w przypadku promieniowania beta. Taki poziom aktywność powinien skutkować roczną dawką na poziomie ok. 1 mSv lub mniejszym. Powyżej tych poziomów WHO zaleca dokładniejsze określenie, który izotop odpowiada na podwyższoną aktywność i porównanie aktywności z wartościami sugerowanymi. Przy dawkach >1mSv/rok zaleca się rozważanie oczyszczenia wody w celu zmniejszenia jej aktywności.
Za aktywność własną wody odpowiada przede wszystkim aktywność izotopów tlenu.

### Kolor wody
Lekko niebieski kolor wody wynika z pochłaniania przez nią promieniowania elektromagnetycznego z zakresu światła widzialnego odpowiadającego barwie czerwonej (światło czerwone jest absorbowane przez wodę ok. 100 razy silniej niż niebieskie). Maksimum silnej absorpcji przypada na 760 nm i ramię tego pasma wchodzi częściowo w zakres widzialny (<700 nm). Obecne są też dwa słabe maksima przy 605 i 660 nm. Pochłaniane promieniowanie powoduje przejścia pomiędzy poziomami oscylacyjnymi, a w efekcie silnie wzbudzone drgania atomów cząsteczek wody. Zachodzenie pasm absorpcji oscylacyjnej na zakres widzialny jest unikalną cechą wody i stanowić może jedyny przypadek takiego źródła barwy substancji. Pozostałe barwne cząsteczki i atomy zawdzięczają swój kolor absorpcji światła widzialnego przez elektrony (barwa może być też wynikiem zjawisk optycznych).
W stanie gazowym pasma absorpcji wody przesunięte są w kierunku światła widzialnego (wyższej częstotliwości), a w stanie stałym w kierunku podczerwieni (niższej częstotliwości), co wynika odpowiednio z osłabienia i wzmocnienia oddziaływań wodorowych. Lód wykazuje także barwę niebieską w świetle przechodzącym, a jego widmo IR jest zbliżone do widma wody ciekłej. Światło przechodzące przez śnieg ma szczególnie intensywnie niebieską barwę w wyniku wielokrotnego rozproszenia.
W ciężkiej wodzie (D2O) drgania oscylacyjne przesunięte są znacząco w kierunku podczerwieni (pasmo 760 nm wody znajduje się przy ok. 1000 nm), w wyniku czego ciężka woda jest bezbarwna. Zjawisko to jest jednym z dowodów na poprawność przypisania barwy wody absorpcji oscylacyjnej.

## Budowa i właściwości chemiczne

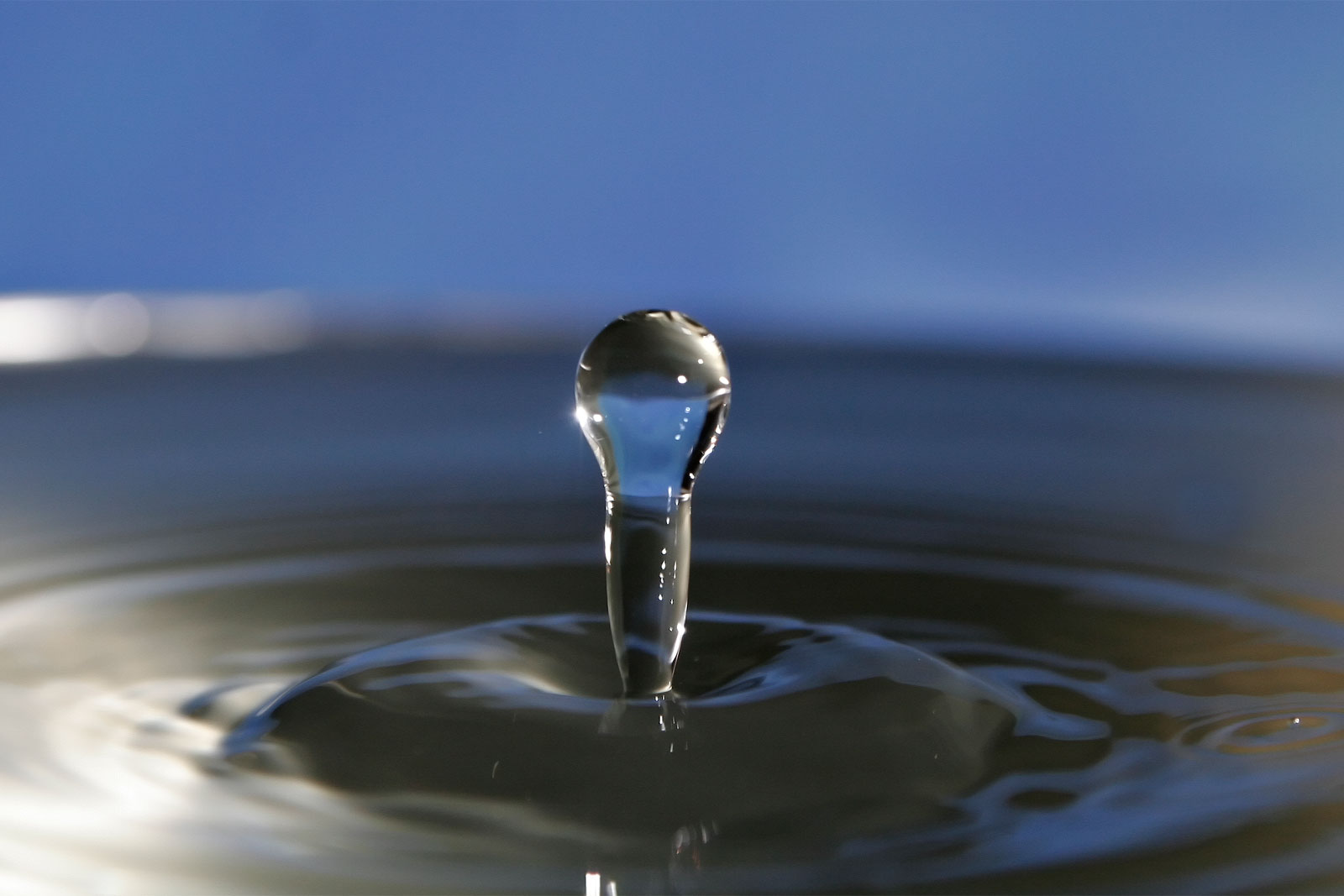
Fala na wodzie po upadku kropli

Cząsteczki wody są nieliniowe, a wiązania H–O są silnie spolaryzowane i stąd woda ma trwały moment dipolowy – czyli jest silnie polarna. Kąt między wiązaniami wodór-tlen-wodór (H―O―H) w fazie ciekłej wynosi ok. 105°. W postaci stałej (lodu) kąt między tymi wiązaniami jest równy ok. 108°.
Woda jest najtrwalszym związkiem tlenowca z wodorem. Jej dysocjacja termiczna
H2O ⇌ H2 + ½O2     ΔE 285,8 kJ/mol
staje się znacząca dopiero w temperaturze kilku tysięcy stopni Celsjusza. Np. w 3200 °C zdysocjowane na pierwiastki jest ok. 30% cząsteczek H2O (dla porównania siarkowodór w temperaturze 1700 °C jest zdysocjowany w ok. 75%).
W fazie ciekłej nieustannie powstają i pękają wiązania wodorowe pomiędzy cząsteczkami wody. Woda ulega łatwej protonacji i deprotonacji od kwasów, tworząc jon hydroniowy H3O+. Jon ten również łączy się wiązaniami wodorowymi, tworząc kation Zundela H5O2+, kation Eigena H9O4+ i większe aglomeraty.
W strukturze krystalicznej wiązania wodorowe nie ulegają zrywaniu i determinują heksagonalny układ krystalograficzny wody.
Gdy podda się wodę ciśnieniu większemu niż 3900 MPa, zwiększa ona gęstość do około 1,5 g/cm³ i powstaje lód o temperaturze powyżej 0 °C.

### Autodysocjacja wody
W fazie ciekłej woda ulega samoistnej jonizacji zwanej autodysocjacją zgodnie z reakcją:
H2O + H2O ⇌ H3O+ + OH−,
tworząc kation, jon hydroniowy i anion, jon wodorotlenowy.
Równowagę autodysocjacji wody opisuje tzw. iloczyn jonowy wody, który w temperaturze 20 °C jest równy ok. 10−14 (zwykle wielkość bezwymiarowa lub mol²/kg²) (zobacz skala pH).

## Powstawanie w reakcjach chemicznych
Woda jest produktem ubocznym wielu reakcji chemicznych, np.
- spalanie wodoru i związków organicznych w obecności tlenu, np.

2H2 + O2 → 2H2O
C2H5OH + 3O2 → 2CO2 + 3H2O
- reakcje zobojętniania, np.

NaOH + HCl → NaCl + H2O
Ca(OH)2 + CO2 → CaCO3↓ + H2O
K2O + H2SO4 → K2SO4 + H2O
- redukcja wodorem związków chemicznych zawierających tlen, np.

Na2SO4 + 4H2 → Na2S + 4H2O
- niektóre reakcje kondensacji, np.

C2H5OH + HCOOH → HCOOC2H5 + H2O.

## Znaczenie biologiczne
Woda jest powszechnym rozpuszczalnikiem związków ustrojowych i niezbędnym uzupełnieniem pokarmu wszystkich znanych organizmów. Uczestniczy w przebiegu większości reakcji metabolicznych, stanowi środek transportu wewnątrzustrojowego, np. produktów przemiany materii, substancji odżywczych, hormonów, enzymów. Reguluje temperaturę. Stanowi płynne środowisko niezbędne do usuwania końcowych produktów przemiany materii. Woda stanowi średnio 70% masy dorosłego człowieka, w przypadku noworodka ok. 15% więcej, 60–70% limfy, 95% osocza krwi, 90% liści, owoców, 20% kości, 10% szkliwa zębów, tkanki tłuszczowej.
W roku 2008 na świecie ok. 1,1 mld ludzi nie miało bezpośredniego dostępu do wody pitnej. Każdego dnia choroby wynikające z niedostatku czystej wody powodują śmierć wielu tysięcy ludzi, głównie dzieci.

## Znaczenie kulturowe
W przednaukowej filozofii przyrody woda była jedną z podstaw rzeczywistości materialnej. Tales z Miletu widział w niej Arché: podstawową zasadę. Dla Empedoklesa i Arystotelesa woda była jednym z czterech klasycznych żywiołów, które przez wzajemne połączenia tworzyły rzeczywistość. Była też jednym z pięciu żywiołów w tradycji chińskiej i japońskiej.
Symbolizuje życie, płodność i oczyszczenie (choć bywa także ukazywana jako siła zła, zwłaszcza w przeciwstawieniu wody czystej i brudnej). Woda jest częstym elementem mitów kosmogonicznych. Bywa też uważana za medium ułatwiające przejście z jednego świata do drugiego (w mitologii greckiej Charon przewoził łodzią duszę zmarłego do Hadesu, gdzie pijąc wodę ze źródła Lete zapominała o minionej egzystencji). W wielu religiach zanurzenie w wodzie symbolizuje oczyszczenie i odrodzenie (por. chrzest).
Od 1992 roku 22 marca obchodzony jest Światowy Dzień Wody.

## Rozszerzalność temperaturowa
| Gęstość wody w funkcji temperatury                        | Gęstość wody w funkcji temperatury |
| temp. [°C]                                                | gęstość [kg/m³]                    |
| --------------------------------------------------------- | ---------------------------------- |
| 100                                                       | 958,4                              |
| 80                                                        | 971,8                              |
| 60                                                        | 983,2                              |
| 40                                                        | 992,2                              |
| 30                                                        | 995,7                              |
| 25                                                        | 997,0                              |
| 20                                                        | 998,2                              |
| 15                                                        | 999,1                              |
| 10                                                        | 999,7                              |
| 4,0                                                       | 999,9720                           |
| 0                                                         | 999,8                              |
| −10                                                       | 998,2                              |
| −20                                                       | 993,5                              |
| −30                                                       | 983,9                              |
| Dane dla temperatur poniżej 0 °C dot. wody przechłodzonej |                                    |

Woda, jako jedna z niewielu substancji, nie zwiększa swojej objętości monotonicznie ze wzrostem temperatury w całym obszarze występowania w stanie ciekłym, lecz przyjmuje wartość minimalną dla 3,98 °C. W temperaturach niższych od tej wartości objętość wody zwiększa się wraz ze spadkiem temperatury, co wśród ogółu substancji chemicznych jest anomalią. Zjawisko to spowodowane jest specyficznym kształtem cząsteczki wody oraz istnieniem silnych wiązań wodorowych. Wiązania te nadają wodzie względnie dużą gęstość, a ponadto pękają w obszarze anomalnym, zwiększając nieuporządkowanie wśród cząsteczek, a co za tym idzie, zwiększając również objętość cieczy. Z tego samego powodu objętość wody wzrasta również podczas krzepnięcia – dlatego lód pływa po powierzchni wody, rozsadza naczynia, kruszy spękane skały, niszczy nawierzchnię dróg itp.

## Zastosowanie wody
Jako substancja użytkowa woda ma wiele zastosowań. Najważniejsza jest woda pitna, w gospodarstwach domowych jest używana woda do celów sanitarno-bytowych, w rolnictwie zaś do nawadniania pól. Znaczne ilości wody zużywają zakłady przemysłowe. Woda przemysłowa może służyć jako substancja będąca przekaźnikiem ciepła, magazynująca ciepło lub je odbierająca (substancja chłodząca), poza tym jako reagent, rozpuszczalnik itp.
Woda jest powszechnym i zwykle łatwo dostępnym środkiem gaśniczym. Jej działanie polega głównie na absorpcji ciepła z gaszonego materiału. Dodatkowo para wodna powstająca podczas parowania wody utrudnia dostęp tlenu niezbędnego do podtrzymania dalszego procesu palenia.

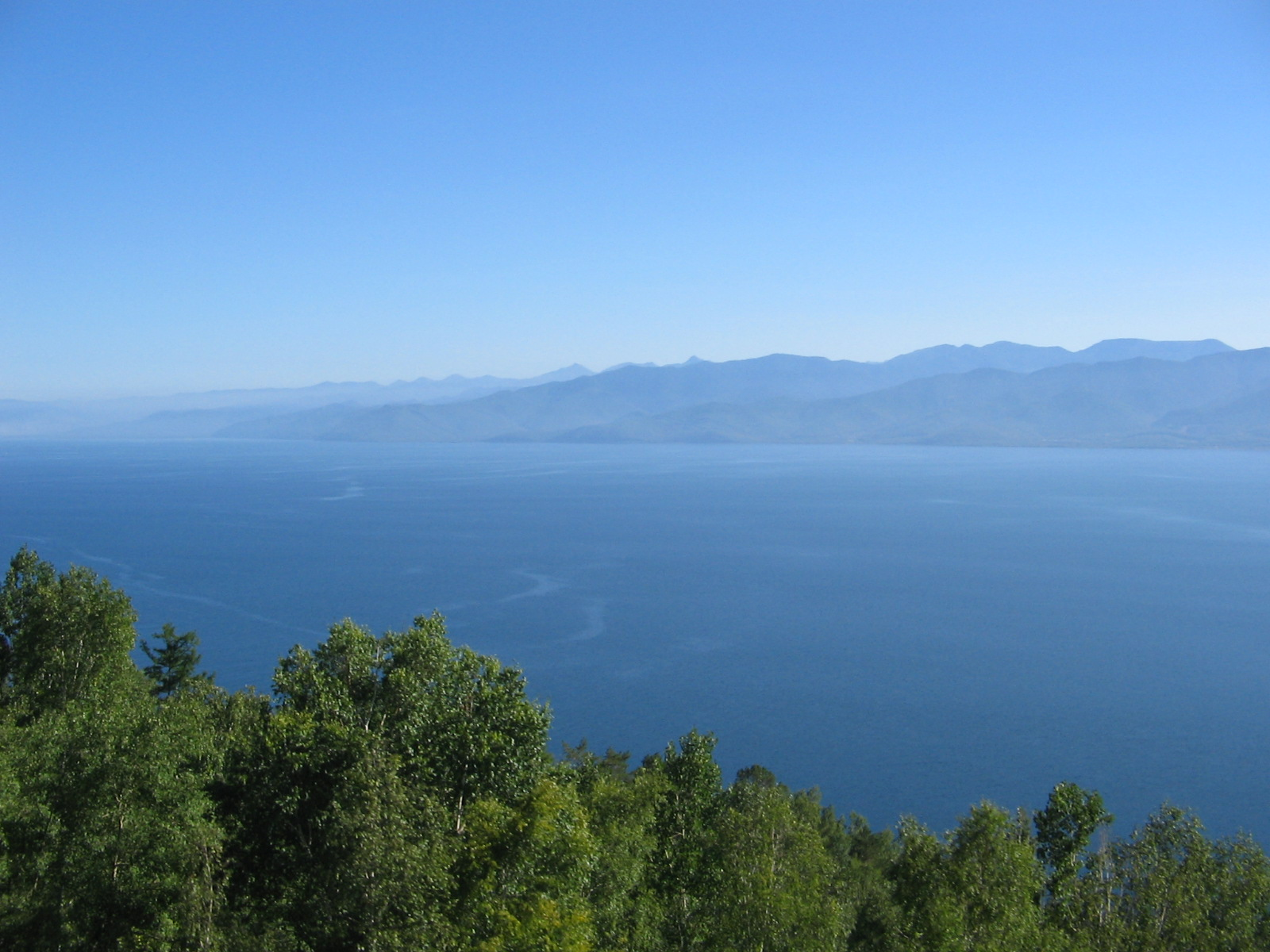
20% światowych zasobów wody słodkiej (23 000 km³) jest zgromadzone w jeziorze Bajkał

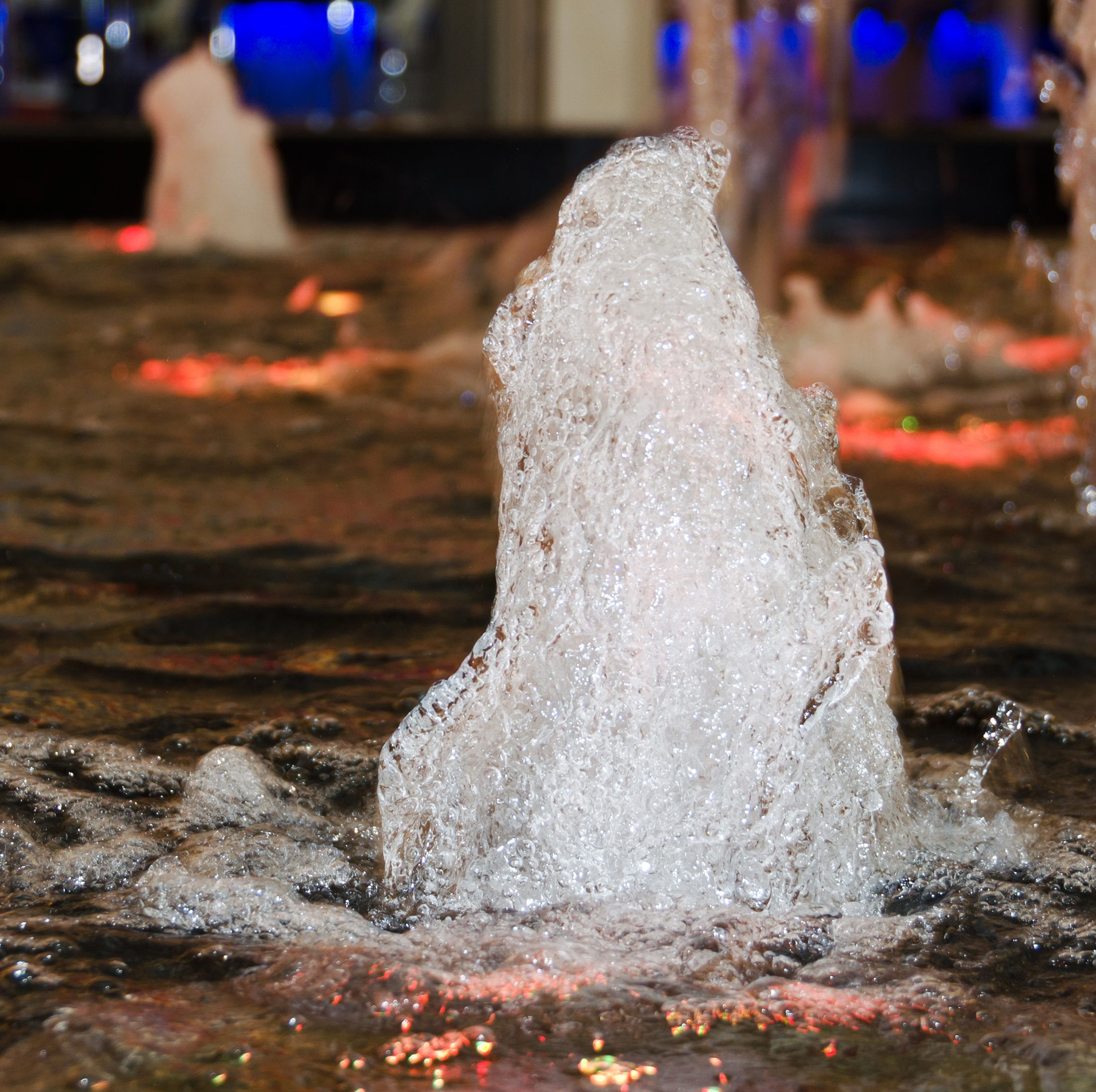
Woda w fontannie

### Rodzaje wody
Rodzaje wody w zależności od czystości i zastosowania (w przybliżeniu w kolejności procesu produkcyjnego):
- woda surowa
  - woda opadowa, np. deszczówka
  - woda powierzchniowa, np. rzeka
  - woda podziemna
    - woda podskórna
    - woda gruntowa
    - woda wgłębna
    - woda głębinowa

  - woda źródlana
  - woda mineralna
  - woda słona, np. morska
  - woda słodka, np. z jeziora
- woda użytkowa (zasoby wodne)
  - woda wodociągowa
  - woda pitna
  - woda przemysłowa
    - przygotowanie wody
      - woda twarda
      - woda miękka
      - woda demineralizowana
      - woda gorzka
      - woda odgazowana

    - woda zasilająca
    - woda kotłowa
    - woda obiegowa
    - skropliny (kondensat)

  - woda destylowana
  - woda podwójnie destylowana (woda redestylowana)
- ścieki
  - ścieki komunalne
  - ścieki bytowe
  - ścieki przemysłowe
  - woda zęzowa
  - fekalia
  - gnojowica
  - mocz

### Zanieczyszczenia
- typ:
  - mechaniczne, np. muł
  - koloidalne, np. olej
  - roztwory, np. sól
  - biologiczne, np. bakterie (miano Coli), wirusy

Klasyfikacja zanieczyszczeń ze względu na:
- sposób ich usuwania:
  - zanieczyszczenia zawieszone i pływające; usuwane w procesach fizycznych sedymentacji lub filtracji
  - zanieczyszczenia koloidalne – o cząsteczkach wielkości poniżej 100 μm; usuwane w specjalnych procesach, np. ultrafiltracji, koagulacji
  - zanieczyszczenia rozpuszczone – w formie roztworu; usuwane metodami fizykochemicznymi lub metodami chemicznymi.
- wpływ na zdrowie:
  - związki trujące i szkodliwe
  - związki nieszkodliwe – w zależności od stężenia mogą równocześnie wskazywać na zanieczyszczenie wody
  - związki pożądane dla zdrowia.
- ich pochodzenie:
  - biologiczne i bakteriologiczne
  - fizyczne
  - chemiczne
  - izotopami pierwiastków promieniotwórczych.

### Oczyszczanie

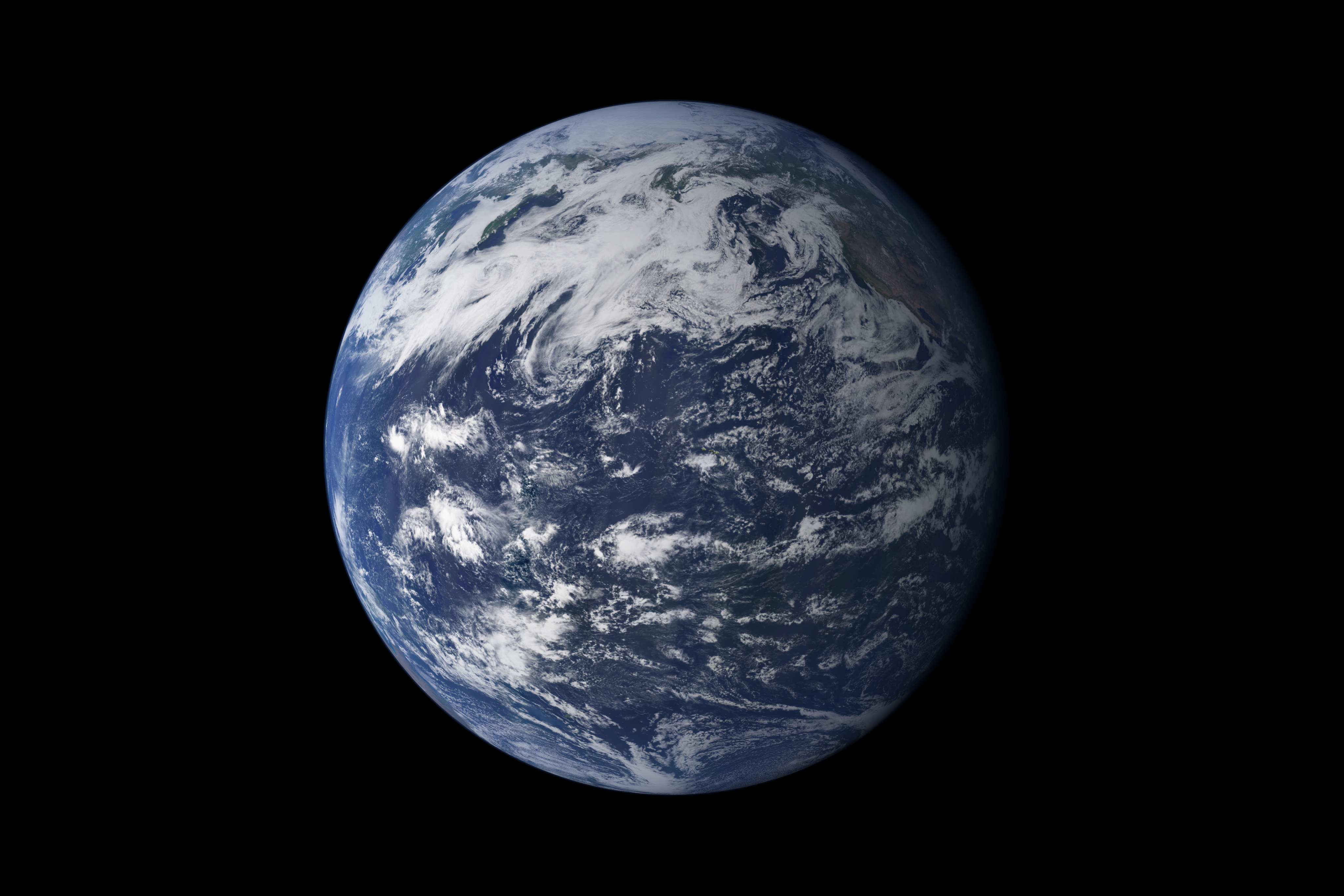
Woda pokrywa 71% powierzchni Ziemi

biologiczne:
- bakterie
- inne mikroorganizmy

chemiczne:
- ozonowanie wody
- strącanie osadów
- wymiana jonowa
- chlorowanie

mechaniczne:
- destylacja
- filtracja
- odwrócona osmoza
- sedymentacja
- krystalizacja

## Dostęp do wody
Według Światowej Organizacji Zdrowia „dostęp do bezpiecznej wody pitnej jest niezbędny dla zdrowia, jest podstawowym prawem człowieka i elementem skutecznej polityki ochrony zdrowia”.
Dostęp do bezpiecznej wody pitnej stał się jednym z priorytetów Organizacji Narodów Zjednoczonych. W Agendzie na rzecz zrównoważonego rozwoju 2030 ONZ wśród 17 celów dostęp do wody został podany jako pozycja 6: Zapewnić wszystkim ludziom dostęp do wody i warunków sanitarnych poprzez zrównoważoną gospodarkę zasobami wodnymi. Wśród działań, które mają zapewnić osiągnięcie tego celu, znajduje się działanie 6.1: Do 2030 roku zapewnić powszechny i sprawiedliwy dostęp do bezpiecznej wody pitnej po przystępnej cenie. Do śledzenia postępów w realizacji tego celu opracowano specjalny wskaźnik, tzw. drabinę wody pitnej.
Drabina wody pitnej składa się z pięciu poziomów:
1. zarządzana w sposób bezpieczny (safely managed),
2. podstawowa (basic),
3. z ograniczonym dostępem (limited),
4. nieulepszone źródła wody (unimproved),
5. woda powierzchniowa (surface water)[34].

W 2020 74% światowej populacji (5,8 miliardów ludzi) miało dostęp do tzw. wody zarządzanej w sposób bezpieczny, czyli ulokowanej na terenie obiektu mieszkalnego, dostępnej w razie potrzeby i wolnej od zanieczyszczeń. Pozostałe 2 miliardy osób nie miało dostępu do wody zarządzanej w sposób bezpieczny:
- 1,2 miliarda ludzi miało dostęp do podstawowych usług w zakresie wody, tj. ulepszone źródło wody w odległości do 30 minut podróży w obie strony,
- 282 miliony osób z ograniczonym dostępem do wody, tj. ulepszone źródło wody w odległości ponad 30 minut podróży w obie strony,
- 368 miliony osób pobierających wodę pitną z niezabezpieczonych studni lub źródeł,
- 122 miliony osób zbierających nieoczyszczoną wodę powierzchniową z jezior, stawów, rzek i strumieni[35].

Woda z pozabezpiecznych źródeł może być zanieczyszczona odchodami, co może prowadzić do chorób zakaźnych, takich jak cholera, biegunka, czerwonka, wirusowe zapalenie wątroby typu A, dur brzuszny czy polio. Ograniczenie chorób przenoszonych przez wodę i rozwój bezpiecznych zasobów wodnych to główny cel publicznej służby zdrowia w krajach rozwijających się.
Kraje, w których dochodzi do gwałtownych konfliktów, mogą mieć ograniczony dostęp do wody pitnej. Jedno z badań wykazało, że konflikt, w którym ginie ok. 2500 osób, pozbawia wody pitnej 1,8% populacji.